# Lida
Lida (bělorusky Ліда, rusky Лида, litevsky Lyda) je okresní město v západním Bělorusku, asi 160 km od Minsku, 112 km od Hrodna. 1. 1. 2024 v něm žilo 103 916 obyvatel. Na počet obyvatel je v Bělorusku čtrnáctým největším městem.[zdroj?] Protéká jím stejnojmenná řeka.

## Původ názvu
Jméno města je odvozeno od řeky Lidy (Lidzeyy) a je spojováno s litevským označením Lyda – Lydimas, jež znamená mýtit.

## Doprava

### Železniční
Lida je důležitým železničním uzlem – vedou z ní tratě
1. do Vilniusu a dále do Klaipėdy nebo Rigy
2. do Masty a dále do Volkovysku a Varšavy
3. do Baranavičy a dále do Lvova, Slucku a Moskvy
4. do Molodečna a dále do Minsku nebo přes Polock do Petrohradu

### Autobusová
- Mezistanice na lince Praha – Minsk
- Mezistanice na lince Riga – Hrodna
- Koncová stanice linky Minsk – Lida (přes Navahrudak)
- Mezistanice na lince Kaliningrad – Baranavičy

### Silniční síť
- Dálnice M11/E85 (A15 Vilnius – Šalčininkai – M11 Běňakoni – Voranava – Lida – Slonim
- Dálnice M6 Minsk – Hrodna (s obchvatem od jihu)
- Silnice P 89 Lida – Trokeli – Dieveniškės
- Silnice Lida – Krupava – Raduň
- Silnice Lida – Pěršamajski – Lipniški

## Minulost
Město začalo vznikat roku 1180. Od poloviny 13. století do roku 1795 bylo součástí Litevského velkoknížectví. V letech 1323 – 1328 zde velkokníže litevský Gediminas nechal postavit zděný hrad. Na tento hrad a jeho okolí útočili křižáci a Mongolové/Tataři, naposledy roku 1506 Krymští Tataři. V 15. – 16. století byla Lida důležitým obchodním a řemeslným střediskem. Od roku 1413 náležela vojvodství Vilniuskému, od roku 1568 byla hlavním městem Lidského kraje. Roku 1590 získala Magdeburská městská práva.
V letech 1921 – 1945 bylo město součástí Polska.

## Galerie

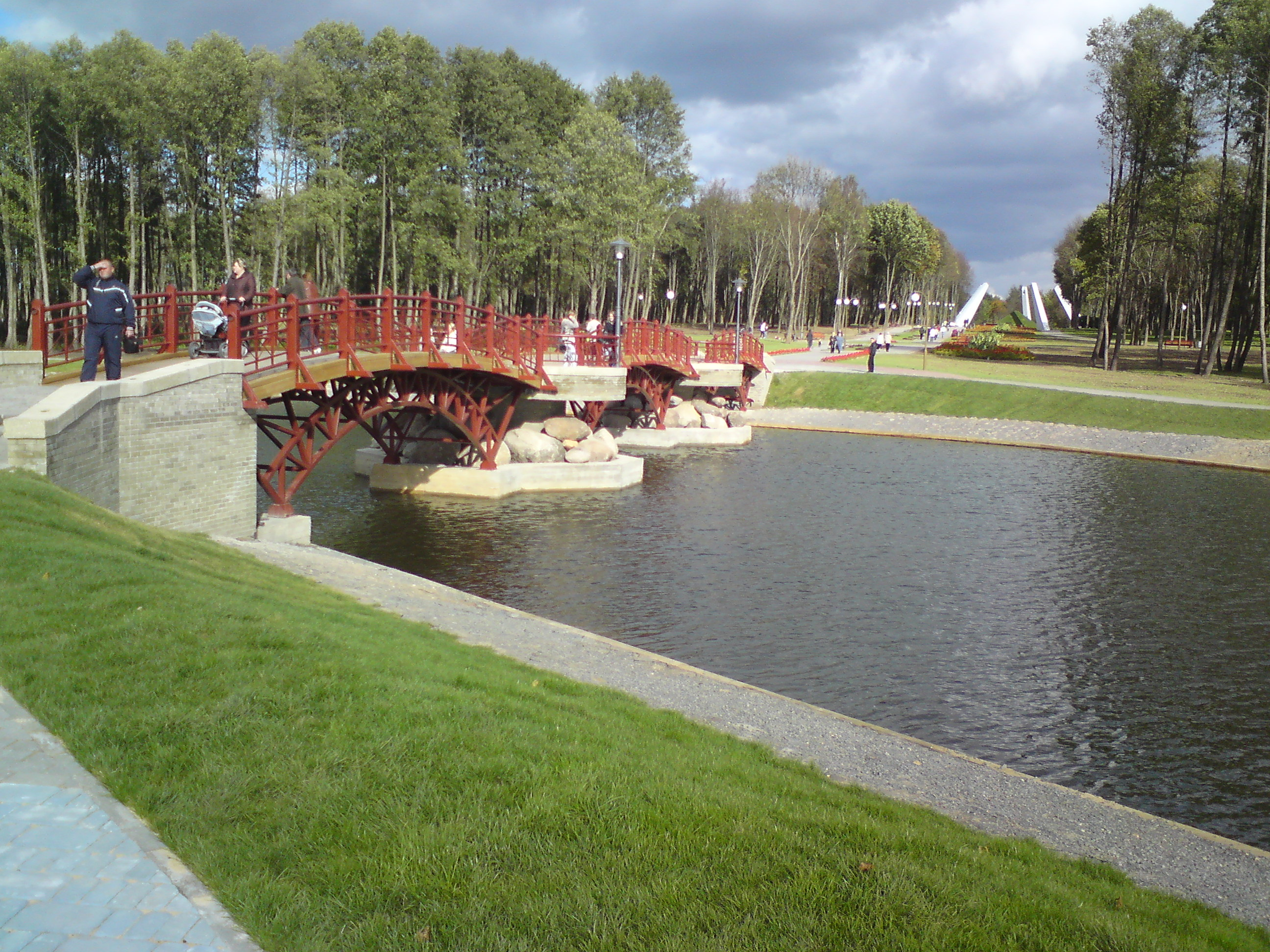
Řeka Lida v Lidě
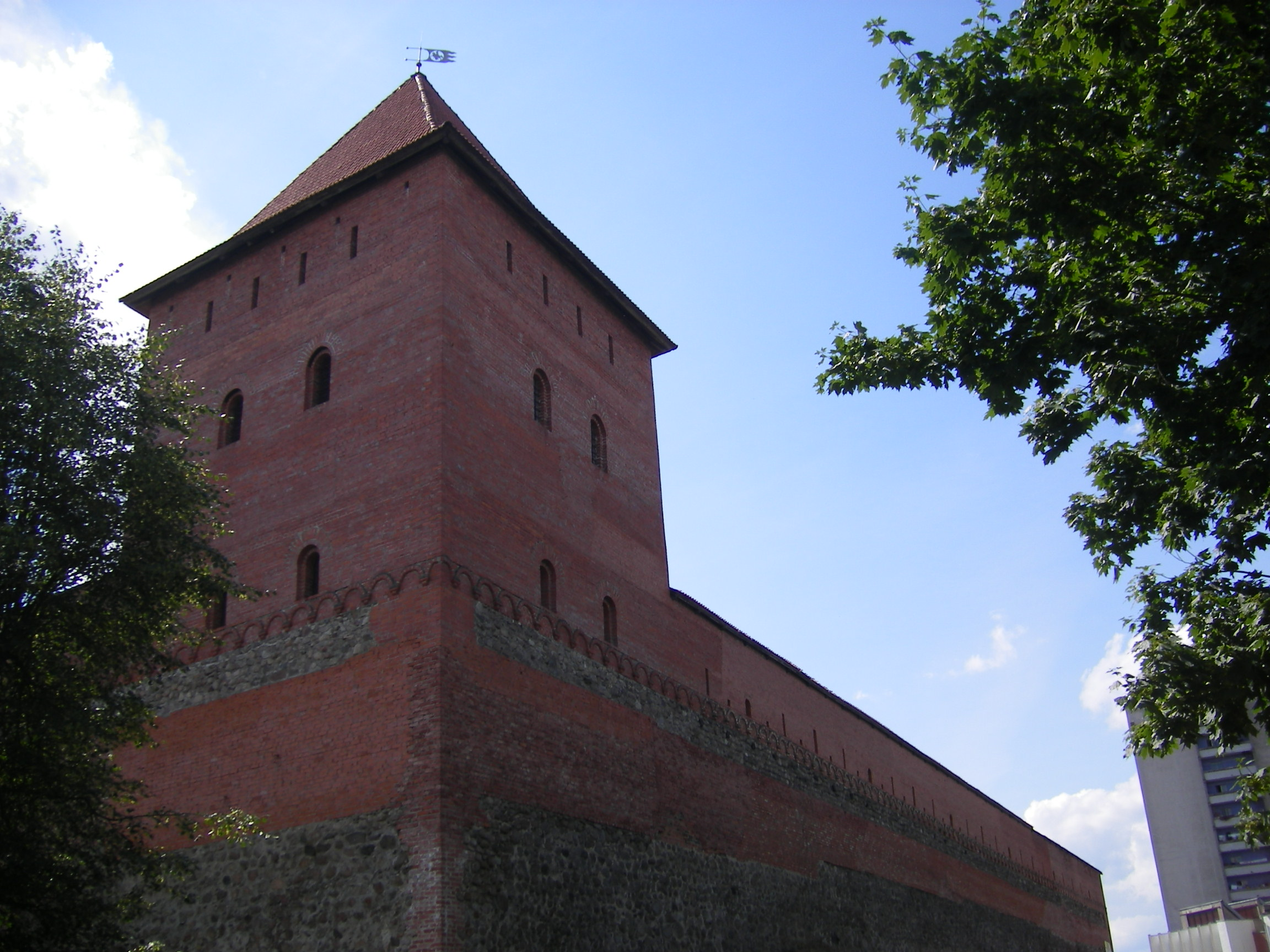
Gediminasův hrad v Lidě